# Terremoto del Belice del 1968
Il terremoto del Belìce del 1968 fu un violento evento sismico, di magnitudo momento 6,4, che nella notte tra il 14 e il 15 gennaio 1968 colpì una vasta area della Sicilia occidentale, la Valle del Belìce, compresa tra le province di Trapani, Agrigento e Palermo.

## Il sisma
Il 14 gennaio

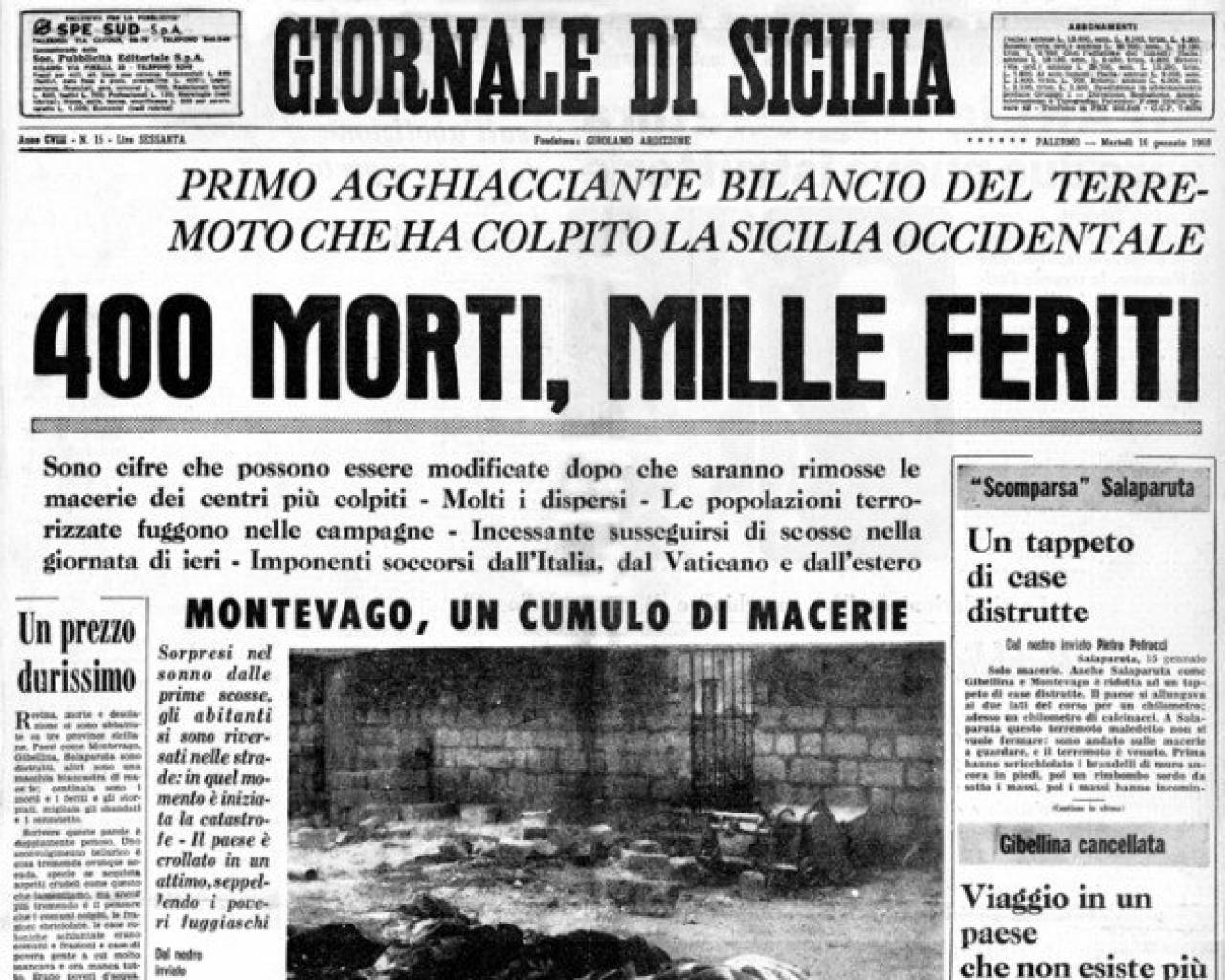
Prima pagina del quotidiano Il Giornale di Sicilia del 16 gennaio 1968

La prima forte scossa si avvertì alle ore 13:28 locali del 14 gennaio, con gravi danni a Montevago, Gibellina, Salaparuta e Poggioreale; una seconda alle 14:15, nelle stesse località ma percepita fino a Palermo, Trapani e Sciacca. Due ore e mezza più tardi, alle 16:48, ebbe luogo una terza scossa, che causò danni gravi a Gibellina, Menfi, Montevago, Partanna, Poggioreale, Salaparuta, Salemi, Santa Margherita di Belice, Santa Ninfa e Vita. 
L'allora comandante dei carabinieri di Palermo, il colonnello Carlo Alberto dalla Chiesa, visitando nel pomeriggio le zone colpite consigliò agli abitanti di dormire quella notte all'aperto o in auto.
Il 15 gennaio
Nella notte, alle ore 2:33 del 15 gennaio, una scossa molto violenta causò gravissimi danni e si avvertì fino a Pantelleria. Ma la scossa più forte si verificò poco dopo, alle ore 3:01, e causò gli effetti più gravi. A questa seguirono altre 16 scosse.
Le vittime accertate ufficialmente variano: secondo alcune fonti furono complessivamente 231 e i feriti oltre 600, pochi rispetto ai danni perché molti abitanti, dopo la prima scossa, avevano trascorso la notte all'aperto; secondo altre le vittime furono 296. Altri scrivono addirittura di 370 morti, circa 1.000 feriti e 70.000 sfollati circa.
Il 25 gennaio
I pochi muri rimasti ancora in piedi crollarono completamente in seguito alla fortissima scossa avvenuta il 25 gennaio, alle ore 10:56, che provocò morti anche tra i soccorritori. Dopo questa ultima scossa le autorità proibirono l'ingresso nelle rovine dei paesi di Gibellina, Montevago e Salaparuta.
Furono registrate strumentalmente 345 scosse, con 81 di queste con magnitudo pari o superiore a 3 tra il 14 gennaio e il 1º settembre 1968.

## I soccorsi
Sino alla prima mattina del 15 gennaio, se non nei luoghi colpiti direttamente, non si ebbe l'immediata sensazione della gravità del fatto. Con il TG1 delle 13:30 la notizia fu diffusa a livello nazionale. La stessa notizia del terremoto del Belìce può essere considerata la prima della storia del TG1 delle 13:30, che proprio il 15 gennaio 1968 fu trasmesso per la prima volta. La notizia fu data da Piero Angela.

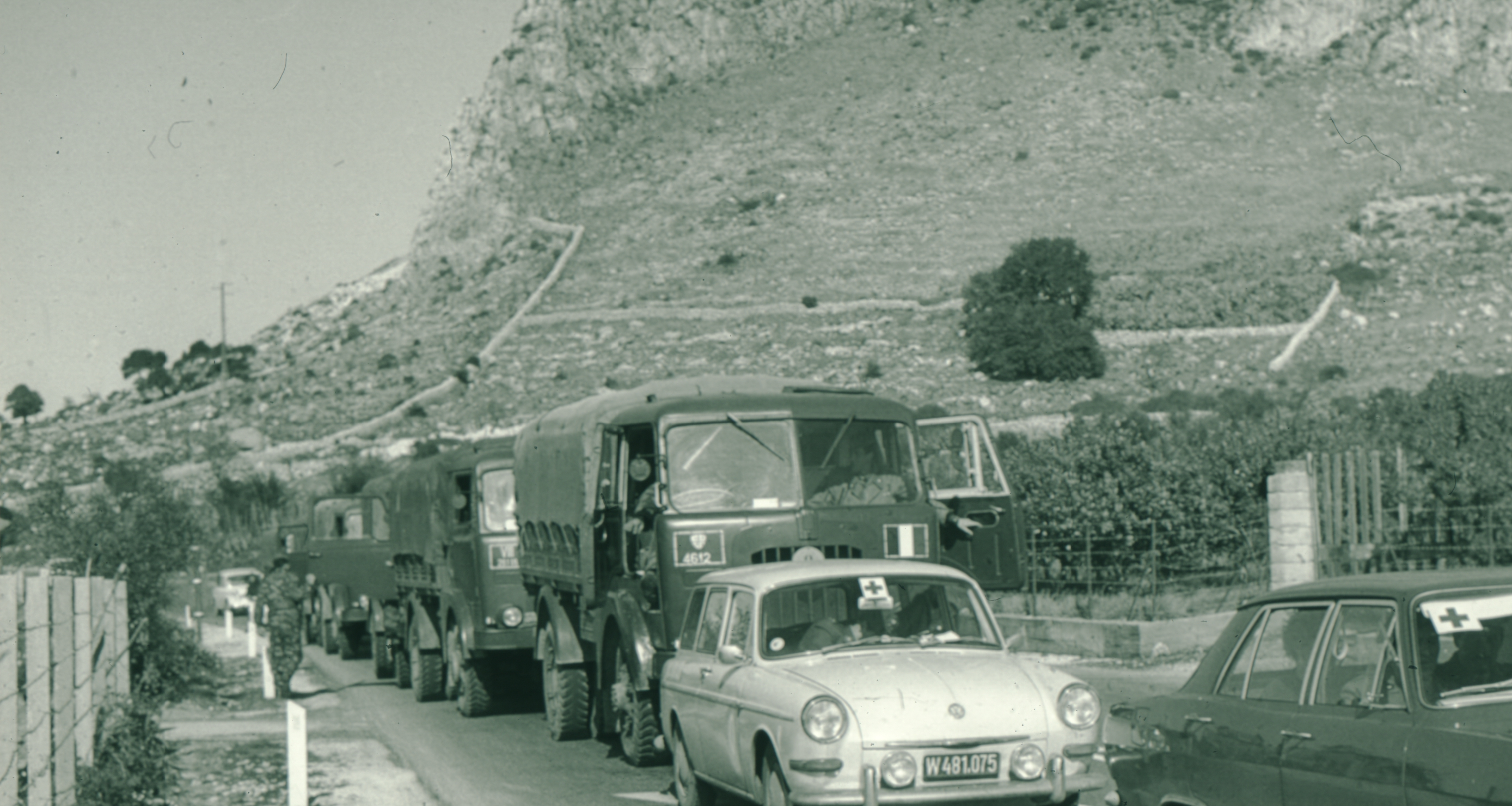
Colonna d'aiuti internazionali e dell'esercito italiano

I primi soccorsi giunti in prossimità dell'epicentro, approssimativamente posto tra Gibellina, Salaparuta e Poggioreale, trovarono le strade quasi risucchiate dalla terra. In conseguenza di ciò molti collegamenti con i paesi colpiti erano ancora impossibili ventiquattro ore dopo il violento sisma. Ciò rese ancora più confusa l'opera dei soccorritori già poco coordinati e gli interventi furono del tutto frammentati.
Nei giorni seguenti visitarono la zona il presidente della Repubblica Giuseppe Saragat e il ministro dell'Interno Paolo Emilio Taviani. Furono impegnati nei soccorsi più di mille vigili del fuoco, la Croce Rossa, italiana e internazionale, l'Esercito Italiano, i carabinieri. Il pilota di uno degli aerei impegnati nella ricognizione della zona dichiarò di avere visto "uno spettacolo da bomba atomica [...] Ho volato su un inferno".
Ci furono vittime anche tra i soccorritori: 5 agenti di polizia il 15 gennaio e 2 agenti morirono successivamente nella scossa del 25 gennaio ad Alcamo, morti nel crollo di un palazzo mentre portavano i primi soccorsi, oltre al carabiniere Nicolò Cannella (medaglia d'oro al valor civile) e a 4 vigili del fuoco deceduti in seguito alla forte scossa del 25 gennaio a Gibellina.

## I resoconti

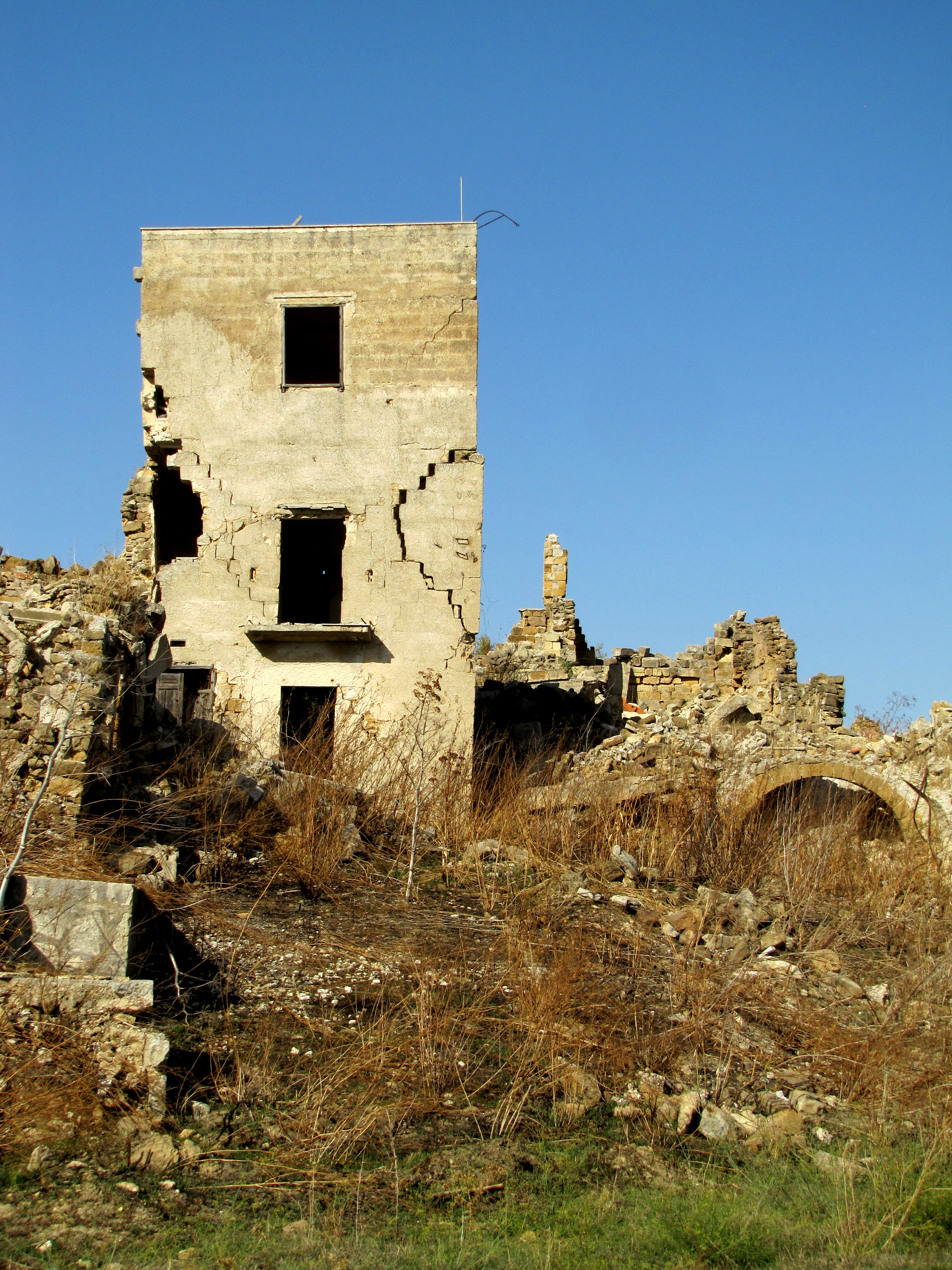
Ruderi a Salaparuta

Il resoconto fornito dagli inviati dei grandi giornali del tempo permette una ricostruzione dei fatti e della storia del periodo. Il giornalista Giovanni Russo, inviato del Corriere della Sera, nel suo viaggio attraverso tutti i centri colpiti intervistò molti dei superstiti, descrivendo senza enfasi il disastro che si era compiuto. Egli constatò di persona che Gibellina, Salaparuta e Montevago erano stati rasi al suolo e che i superstiti, avendo perso le poche cose che avevano, vivevano in uno stato di totale indigenza. Tra le macerie delle povere case crollate scavando faticosamente furono trovati centinaia di morti. I feriti furono migliaia e, con enorme difficoltà, furono trasportati negli ospedali di Palermo, Sciacca e Agrigento.
Il Corriere della Sera del 20 gennaio 1968 evidenziava lo stato in cui si trovarono a lavorare i medici impegnati nel soccorso ai feriti: l'inviato speciale Mario Bernardini, intervistando il prof. Giuseppe Ferrara, primario chirurgo dell'ospedale di Sciacca (che il giornalista definì "... il più efficiente centro sanitario della zona terremotata", nel quale si ebbero punte di trecento feriti ricoverati), evidenziava come i chirurghi di tutti gli ospedali in cui erano stati smistati i feriti si trovavano a fronteggiare una situazione d'emergenza, sovente operando in sala operatoria senza soluzione di continuità per più giorni, mentre continuavano le scosse di terremoto. 
Raccontava il prof. Ferrara: «Stavamo operando, il pavimento ci ballava sotto i piedi. Sentivo accanto a me la suora assistente che recitava le sue preghiere mentre mi porgeva i ferri, attenta e precisa come sempre [...] Eravamo in sala chirurgica dalle 8 del mattino. Non c'era un momento di sosta fra un intervento e l'altro. Finito di operare un ferito ne arrivava subito un altro, qualche volte ce ne portavano due insieme e non c'era tempo da perdere perché quasi tutti erano in fin di vita. Però li abbiamo salvati e ora stanno bene [...] Uno solo di tutti quelli che abbiamo operato è morto. Aveva perso le gambe ed ambedue le arterie erano recise [...] Gli altri, senza una gamba, senza un braccio, li abbiamo tutti salvati. L'intervento più difficile fu una trapanazione del cranio: era una bambina di quattro anni che i vigili avevano trovato a Gibellina, fra le braccia della madre morta. Ci guardammo sconsolati: ce l'avremmo fatta? Andò bene. Adesso migliora giorno per giorno».
Sempre il Corriere della Sera - del 23 gennaio 1968 - riportò la notizia che quella bambina di cui parlava il prof. Ferrara, "[...] tratta in fin di vita dalle macerie di Gibellina e operata al cranio dalla équipe chirurgica dell'ospedale di Sciacca, ha ritrovato il padre, un emigrante che lavora a Basilea". Fu, questa, solo una delle innumerevoli storie di vera tragedia che migliaia di persone vissero a causa delle conseguenze del terremoto. Continuava Mario Bernardini: "I medici hanno fatto una colletta raccogliendo settantamila lire che serviranno al pover'uomo per portarsela via appena possibile. Dopo tante lacrime, uno spiraglio di sole".
Egisto Corradi, altro inviato del Corriere della Sera, parlando della zona di Santa Ninfa, descrisse minuziosamente lo stato di assoluta precarietà in cui si svolsero i soccorsi nei primi giorni successivi al sisma: «La pioggia ha ridotto la piana ad un acquitrino nel quale si affonda fino alle caviglie [...] Macchine ed autocarri si sono impantanati sia tra le tende che lungo la strada, continuamente bloccata da ingorghi». Nell'articolo veniva messa in evidenza anche la mancanza di coordinamento in merito alla distribuzione degli aiuti alimentari che arrivavano da tutta Italia.

## Le conseguenze
Tra i 14 centri colpiti dal sisma vi furono paesi che rimasero completamente distrutti: Gibellina, Poggioreale, Salaparuta e Montevago. I paesi di Santa Margherita di Belice, Santa Ninfa, Partanna e Salemi ebbero dal 70 all'80% di edifici distrutti o danneggiati gravemente.
Altri paesi che subirono danni ingenti furono Calatafimi Segesta, Camporeale, Castellammare del Golfo, Chiusa Sclafani, Contessa Entellina, Menfi, Sambuca di Sicilia, Sciacca, Vita.
Furono oltre 100 mila i senzatetto, 12 mila dei quali emigrarono quasi subito verso l’Italia del nord.

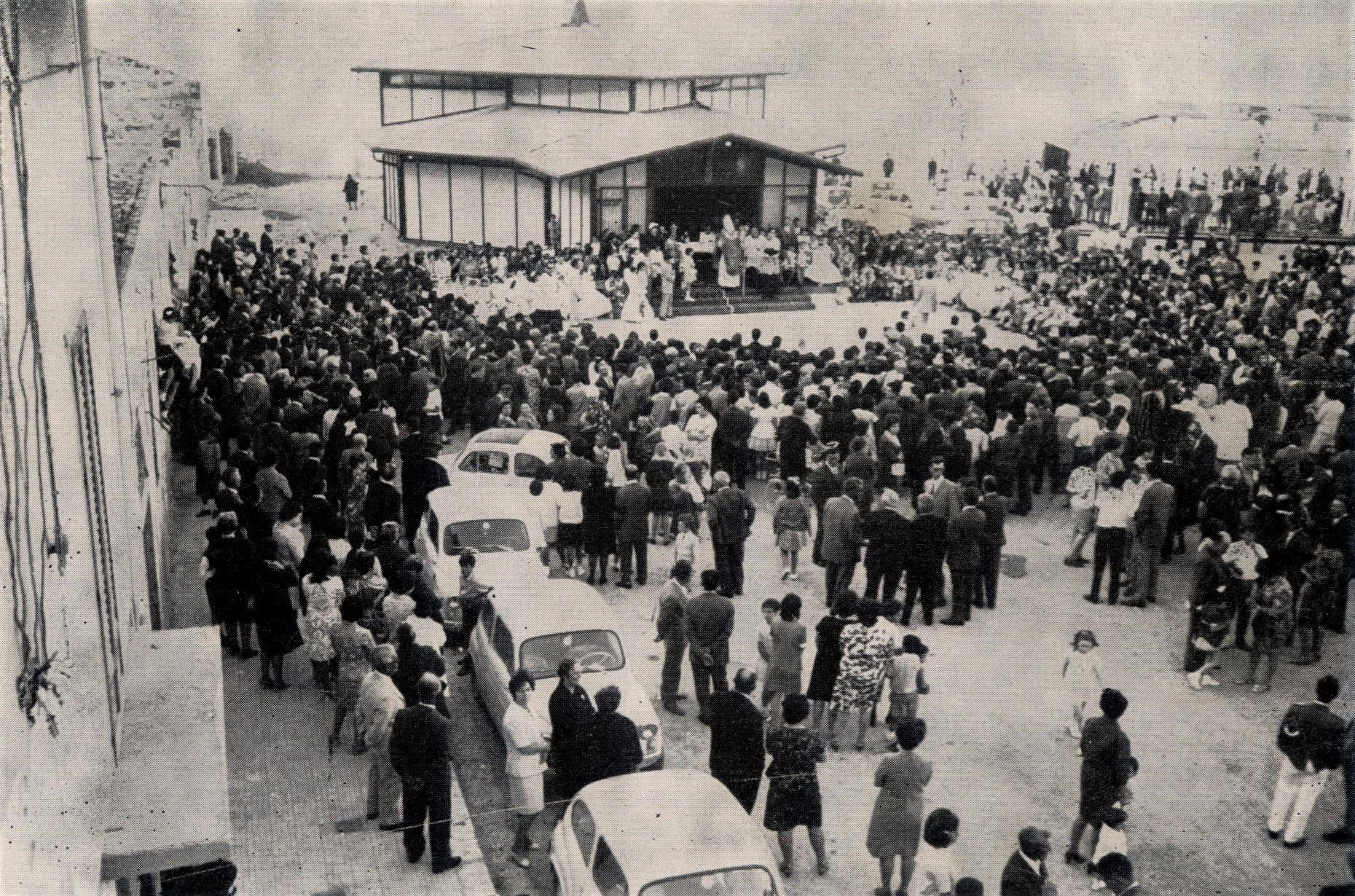
Chiesa Madre provvisoria di Castellammare del Golfo nel 1969 a piazza Petrolo

Gravi danni anche al patrimonio artistico. A Castellammare del Golfo furono danneggiati il Palazzo Crociferi, la chiesa di Maria Santissima degli Agonizzanti e la Chiesa Madre. Questi edifici vennero dichiarati inagibili e per un periodo le funzioni che svolgevano vennero spostate altrove. 

Il terremoto del 1968 mise drammaticamente a nudo lo stato di arretratezza in cui vivevano quelle zone della Sicilia occidentale, in primo luogo nella stessa fatiscenza costruttiva delle abitazioni in tufo, crollate senza scampo sotto i colpi del sisma. Le popolazioni di quei paesi erano composte in gran parte da anziani, donne e bambini, visto che i giovani e gli uomini erano già da tempo emigrati in cerca di lavoro. Questo dato rappresentava il disagio sociale che lo Stato conosceva e trascurava, così come trascurò le conseguenze del sisma, che hanno rappresentato, in fatto di calamità naturali, uno dei primi, e tristemente celebri, casi italiani nella storia del dopoguerra: l'impreparazione logistica, l'iniziale inerzia dello Stato, i ritardi nella ricostruzione, le popolazioni costrette all'emigrazione, lo squallore delle baracche per coloro che restavano.

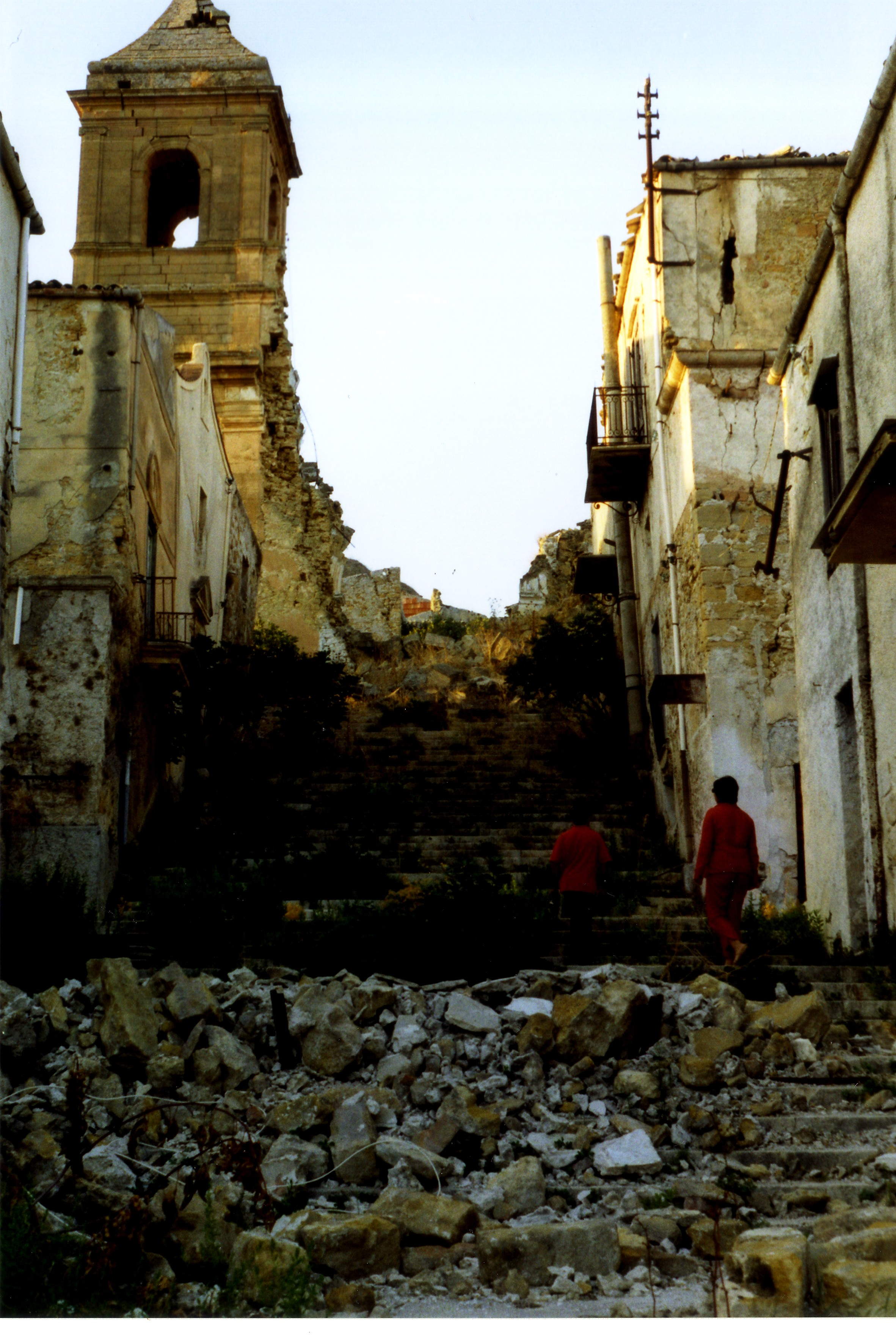
Rovine del sisma a Poggioreale nel 2003

## La ricostruzione
Un mese dopo il sisma, nella provincia di Trapani 9.000 senza tetto erano ricoverati in edifici pubblici, 6.000 in tendopoli, 3.200 in tende sparse e 5.000 in carri ferroviari, mentre 10.000 persone erano emigrate in altre province.
Gli abitanti vissero per mesi nelle tendopoli, fino a quando si decise per la realizzazione di baracche in lamiera. 
Per anni questi paesi rimasero delle baraccopoli. Nel 1973 i baraccati erano 48.182, nel 1976 erano ancora 47.000.
Le ultime 250 baracche con i tetti in eternit furono smontate solo dopo 38 anni, nel 2006.
Anche i successivi e tardivi stanziamenti economici per la ricostruzione diedero luogo ad opere monumentali, come quelle di Gibellina Nuova, città-museo en plein air issata a vessillo della ricostruzione, in quanto progettata da famosi architetti e artisti, che non ebbe però effetti sull'occupazione lavorativa per gli abitanti e sui luoghi di socializzazione degli abitanti. La ferrovia Salaparuta-Castelvetrano, che collegava la maggior parte dei centri dell'area terremotata con la zona costiera, non venne mai più ricostruita, nonostante avesse un buon traffico viaggiatori. Venne finanziata e costruita l'autostrada Palermo-Mazara del Vallo.
Gli anni che seguirono il terremoto furono segnati da appalti, proclami e stanziamenti. Ancora oggi, non tutto è stato ricostruito e restano quindi attuali le lotte che Danilo Dolci intraprese a favore della popolazione e contro il malaffare politico-mafioso. Il suo impegno è sintetizzato dalle frasi scritte sui muri dei ruderi, quali "La burocrazia uccide più del terremoto", "Qui la gente è stata uccisa nelle fragili case e da chi le ha impedito di riappropriarsi della vita col lavoro", "Governanti burocrati: si è assassini anche facendo marcire i progetti", per sensibilizzare l'opinione pubblica nazionale.
Complessivamente, per una ricostruzione non del tutto completata, sono stati spesi ai valori attuali oltre 6 miliardi di euro.

### Il Belice oggi

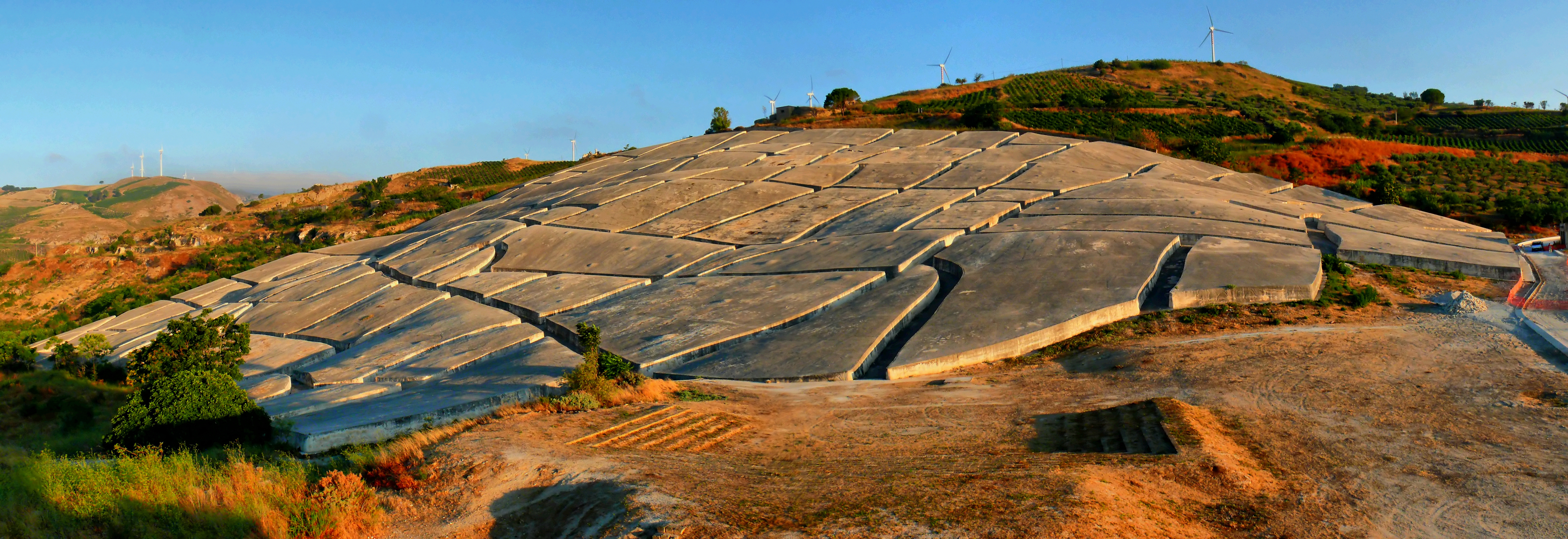
Il cretto di Burri, l'opera di land art sulle rovine di Gibellina vecchia

Dopo decenni di lavori, la valle del Belìce si è lentamente risollevata e gli antichi paesi della valle sono stati in gran parte ricostruiti, seppure in luoghi distanti da quelli originari interessati dal terremoto. Nuove abitazioni, infrastrutture urbanistiche e stradali hanno riportato condizioni di vivibilità, ma hanno anche profondamente modificato il volto di quella parte della Sicilia.
Il 14 gennaio 2018 si tenne a Gibellina, una delle città simbolo del sisma, la commemorazione delle vittime e il ricordo del terremoto nella manifestazione istituzionale di Belice 50º.
Nelle città della Valle del Belice, oltre alla nota Gibellina, sono state evidenziate "differenti pratiche di manipolazione delle rovine, rivelando una molteplicità di atteggiamenti nei confronti delle tracce del passato".

## Nei media
Sebbene il toponimo "Belice" si pronunciasse correttamente con l'accento sulla "i", dopo il terremoto i media nazionali parlarono sempre di "Bèlice", generando un'effettiva traslazione della pronuncia nell'italiano corrente. 
Nel 2008, per l'anniversario del terremoto, è stato girato dal regista Salvo Cuccia il documentario Belìce 68, terre in moto.
In esso si descrive la situazione a seguito del terremoto e la situazione attuale della valle; vi sono riportati numerosi filmati tratti da trasmissioni televisive dell'epoca e interviste a personaggi politici, tra cui Giulio Andreotti.
Nel 2009 Edizioni Grafiche Santocono ha pubblicato, col titolo I figli del terremoto, un'intervista del giornalista Antonino D'Anna a mons. Antonio Riboldi, all'epoca vescovo emerito di Acerra, che era stato prete nella valle del Belice in quegli anni e aveva condiviso la vita nelle baracche. In queste "memorie" mons. Riboldi ha rievocato anche i viaggi della speranza dei bambini dinanzi a Aldo Moro, Sandro Pertini e Paolo VI.